# Dolenje Medvedje selo
Dolenje Medvedje selo je naselje u slovenskoj Općini Trebnju. Dolenje Medvedje selo se nalazi u pokrajini Dolenjskoj i statističkoj regiji Jugoistočnoj Sloveniji. 

## Stanovništvo
Prema popisu stanovništva iz 2002. godine naselje je imalo 37 stanovnika.